# Flora Matos
Flora Matos (Brasília, 18 de novembro de 1988) é uma rapper, cantora, compositora e produtora musical brasileira. Lançou em 2009 sua primeira mixtape, Flora Matos vs Stereodubs. No dia 7 de setembro de 2017, depois de vários desentendimentos com gravadoras e produtores musicais, Flora tornou-se uma artista independente com o álbum, Eletrocardiograma.

## Carreira
Criada por uma família de artistas, aos quatro anos de idade já subia aos palcos da banda  "Acarajazz", que acompanhava o compositor baiano Renato Matos, pai de Flora. Em 2002, aos 13, passou a frequentar bailes de rap. Em 2006, aos 17 anos, Flora Matos se apresentou como MC ao lado de DJ Brother e recebeu o prêmio de melhor cantora do ano em Brasília. 
Em 2008, concluiu sua primeira turnê independente pela Europa, se apresentando em Paris, Angers (Le Chabada), Le Mans, Lisboa, Porto, Bolonha, Olivetto e Napoli. Em 2009,  gravou seu EP "Flora Matos VS Stereodubs" produzido por si mesma, Léo Grijó e Dj Lx lançado no mesmo ano.
Em 2012 temporariamente passou a professar a fé neopentecostal, lançando o EP A Poderosa Lição em 2014 para refletir suas novas inflexões religiosas. Todavia, posteriormente, afastou-se da religião, retirando a mixtape de suas plataformas de streaming. 
Em fevereiro de 2017, a cantora anunciou, via Facebook, que seu primeiro álbum independente estava em fase de finalização, e que ficaria pronto em abril. O disco Eletrocardiograma, foi lançado no dia 7 de Setembro em diversas plataformas de streaming. No dia seguinte, Flora liberou o videoclipe da canção "Bora Dançar". 
No dia 23 de dezembro de 2020 Flora Matos lançou o álbum Do Lado de Flora, com 12 faixas que variam seus ritmos musicais entre trap, samba, grime, drill, boombap e afrobeat. 
No dia 28 de novembro de 2021, Flora Matos lança o álbum "Flora de Controle". O álbum conta com 10 faixas, sendo 8 inéditas e 2 versões extras da faixa foco “Chá de Maça”. Flora lançou um desafio na internet para produtores enviarem sugestões de beats para “Chá de Maçã”, quando o produtor oficial da música desistiu do trabalho e deixou o single incompleto. Após centenas de beats recebidos, 30 versões foram produzidas. Das 30, as três favoritas de Flora estão presentes no álbum.

## Discografia

### Álbuns
- Eletrocardiograma (2017)
- Do lado de Flora (2020)
- Flora de Controle (2021)

### Mixtapes
- Flora Matos vs Stereodubs (2009)

### Singles
- "Pretin" (2011)
- Comofaz (2013)
- A Poderosa Lição (2014)
- O Senhor me Ilumina (2014)
- Preta de Quebrada (2017)
- Preta de Quebrada, Pt.2 (2018)
- Piloto (2018) #8
- I Love You (2020)
- Boy Magia (2020)

## Prêmios e indicações
| Ano  | Prêmio                         | Categoria              | Indicação                       | Resultado | Ref.   |
| ---- | ------------------------------ | ---------------------- | ------------------------------- | --------- | ------ |
| 2010 | MTV Video Music Brasil         | Aposta MTV             | Flora Matos                     | Indicada  | [ 6 ]  |
| 2011 | MTV Video Music Brasil         | Hit do ano             | "Pretin"                        | Indicada  | [ 7 ]  |
| 2017 | WME Awards                     | Melhor álbum           | Eletrocardiograma               | Venceu    | [ 8 ]  |
| 2017 | Prêmio Genius Brasil de Música | Melhor álbum           | Eletrocardiograma               | Indicada  | [ 9 ]  |
| 2018 | WME Awards                     | Produtora musical      | Flora Matos                     | Indicada  | [ 10 ] |
| 2020 | Prêmio Genius Brasil de Música | Música do ano          | "Medito e me acalmo"            | Indicada  | [ 11 ] |
| 2020 | Prêmio Genius Brasil de Música | Disco do ano           | Do lado de Flora                | Indicada  | [ 11 ] |
| 2021 | Prêmio Inverso de Rap BR       | Melhor álbum           | Do lado de Flora                | Indicada  | [ 12 ] |
| 2021 | Prêmio Inverso de Rap BR       | Melhor track cantada   | "Toca Discos"                   | Indicada  | [ 12 ] |
| 2021 | Prêmio Inverso de Rap BR       | Melhor artista         | Flora Matos                     | Indicada  | [ 12 ] |
| 2021 | Prêmio Inverso de Rap BR       | Melhor verso           | "Conversar Com O Mar" (verso 2) | Indicada  | [ 12 ] |
| 2021 | Prêmio Rap Tv 2021             | Melhor álbum           | Do lado de Flora                | Indicada  | [ 13 ] |
| 2021 | Prêmio Rap Tv 2021             | Melhor Feat com 2 MCs: | "Valeu" (part. MV Bill)         | Indicada  | [ 13 ] |
| 2021 | Prêmio Rap Tv 2021             | Melhor MC Feminino     | Flora Matos                     | Indicada  | [ 13 ] |